# Бергская панорамная тропа

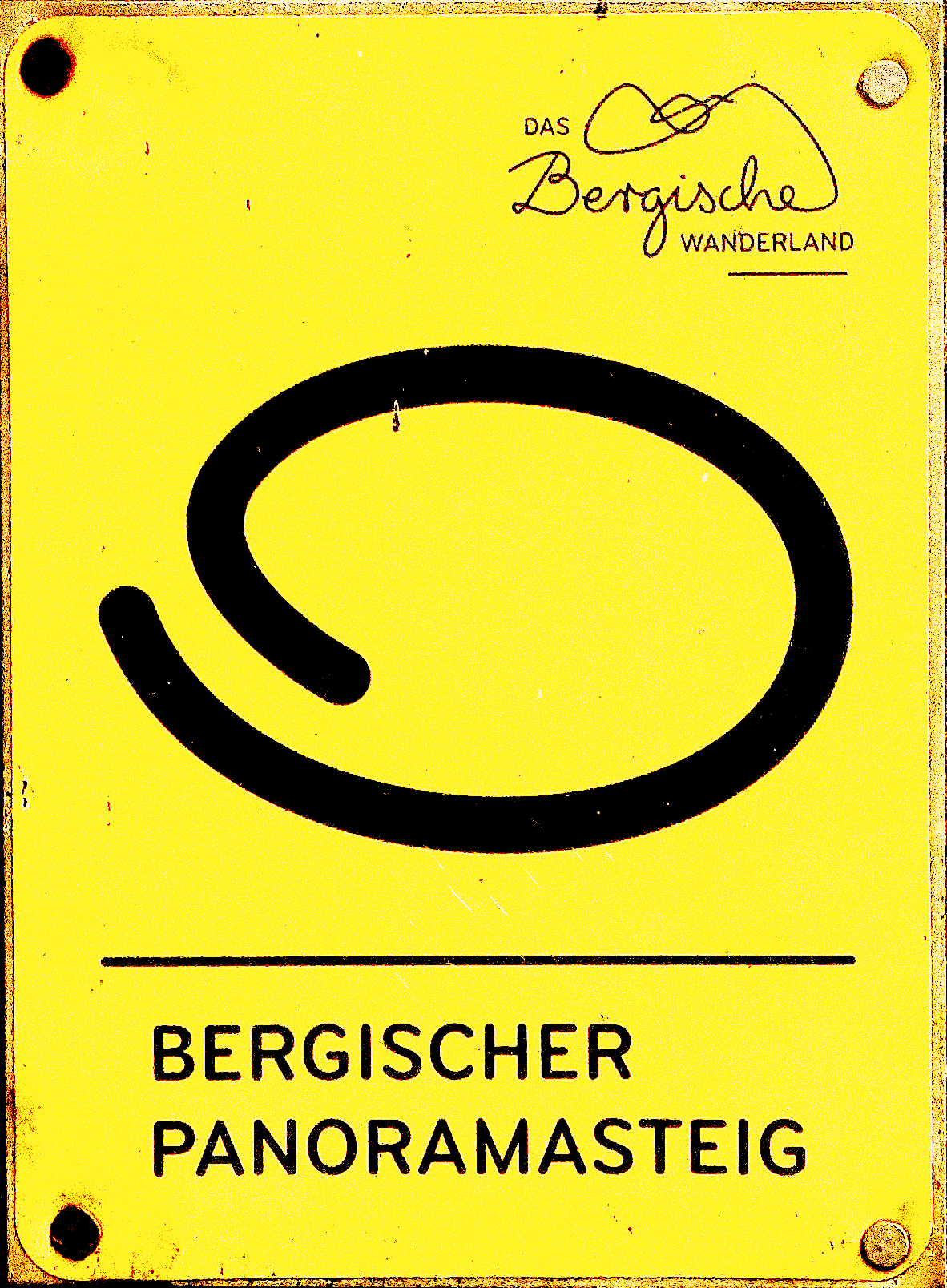
Маркировка Бергской панорамной тропы

Бергская панорамная тропа (нем. Bergischer Panoramasteig) — дальняя маркированная круговая туристская пешеходная тропа по историко-культурному региону Обербергишес-Ланд (Северный Рейн-Вестфалия, Германия). 

## Общая характеристика
Создана и маркирована в 2013 году. Длина маршрута - 244 км. Проходит в основном по административному району Обербергиш с небольшим участком района Рейниш-Бергиш. Тропа обозначена на местности Горной ассоциацией Зауэрланда специальным желтым знаком и текстовым сопровождением «Bergischer Panoramasteig». В настоящее время (2022 год) спонсорство над панорамной тропой осуществляет маркетинговая организации «Натур-арена Бергишес Ланд».
Бергская панорамная тропа относится к категории качественных туристских маршрутов Германии  с полной маркировкой, местами отдыха (столы, скамейки, мусорные баки) в наиболее красивых пейзажных зонах. Весь маршрут проложен по территории природного парка Бергишес Ланд. Маршрут пересекает долины Вуппера и Аггера, множество других речек и ручьёв, поднимается на вершины гор со смотровыми башнями. Хотя маршрут обходит стороной крупные населённые пункты, но заходит в старые красивые небольшие поселения и хутора. Среди его основных достопримечательностей отмечены [[Музей под открытым небом (Линдлар)|Музей под открытым небом в Линдларе]], замок Хомбург в Нюмбрехте, сталактитовые пещеры, парк обезьян и птиц в Эккенхагене .
С 21 по 23 октября 2016 года вся Бергский панорамная тропа впервые был пройдена без остановок. Спортсмен Тим Фишер преодолел маршрут в рамках ультрамарафона за 55 часов 50 минут

## Этапы
Бергская панорамная тропа разделена на 12 однодневных этапов, каждый протяжённостью от 16 до 25 км. В связи с пересеченным горным рельефом, прохождение каждого этапа рассчитано на людей с не менее чем средней физической подготовкой. Начальной и конечной точкой маршрута выбрано поселение Рюндерот, имеющего железнодорожную связь с Кёльном.
- Этап 1 Рюндерот — Линдлар. Протяжённость 16,1 км. Общий подъём 390 м, общий спуск 326 м.[6].

Важные цели для посещения: пещера Аггертальхёле — исторический посёлок Феккельсберг — поселение цветов Блюменау в живописной долине реки Леппе — историческое поселение Роммерсберг — поселение Бург — музей под открытым небом в Линдларе.
- Этап 2 Линдлар — Бисфельд. Протяжённость 18,6 км. Общий подъём 521 м, общий спуск 440 м.[7].

Важные цели для посещения: виадук в долине реки Зюльц — поселение Хоммерих (Линдлар) — историческая паломническая церковь Скорбящей Богородицы в Бисфельде (коммуна Кюртен).
- Этап 3 Бисфельд — Дюнн. Протяжённость 18,4 км. Общий подъём 417 м, общий спуск 493 м.[8].

Важные цели для посещения: исторической «ослиное» поселение Бехен — Большое водохранилище Дюнн с окружающими природоохранными территориями — поселение Дюнн (город Вермельскирхен).
- Этап 4 Дюнн — Радеформвальд. Протяжённость 22,0 км. Общий подъём 525 м, общий спуск 379 м.[9].

Важные цели для посещения: старая мельница Штальсмюле — Пурдер Бах и его природоохранная долина — исторический Хюккесваген — водохранилище Вуппертальское — Радеформвальд.
- Этап 5 Радеформвальд — Випперфюрт. Протяжённость 22,5 км. Общий подъём 378 м, общий спуск 469 м.[10].

Важные цели для посещения: походная и велотуристская церковь «Непорочного Зачатия» в Егене (церковно-туристское поселение, отмеченное наградой в конкурсе «Наша деревня имеет будущее») — водохранилище Нейетальское и его природоохранная долина — Випперфюрт.
- Этап 6 Випперфюрт — Мариенхайде. Протяжённость 20,2 км. Общий подъём 403 м, общий спуск 297 м.[11].

Важные цели для посещения: долина реки Вуппер (называемая здесь «Виппер»), несколько раз пересекаемая по маршруту — паломническая церковь «Посещения Пресвятой Девы Марии» (Встречи Марии и Елизаветы, также Целование Мариино) в Мариенхайде.
- Этап 7 Мариенхайде — Бергнойштадт. Протяжённость 24,6 км. Общий подъём 440 м, общий спуск 592 м.[12].

Важные цели для посещения: водохранилище Генкельское и его природоохранная долина — поселение Либерхаузен — Бергнойштадт.
- Этап 8 Бергнойштадт — Вильдбергерхютте. Протяжённость 22,1 км. Общий подъём 656 м, общий спуск 616 м.[13].

Важные цели для посещения: наиболее высокая часть Бергского панорамного пути с посещением смотровой площадки Блокхаус — поселение Вильдбергерхютте.
- Этап 9 Вильдбергерхютте — Морсбах. Протяжённость 16,9 км. Общий подъём 221 м, общий спуск 313 м.[14].

Важные цели для посещения: красивый горно-долинный этап с финишем в историческом Морсбахе.
- Этап 10 Морсбах — Вальдбрёль. Протяжённость 19,1 км. Общий подъём 566 м, общий спуск 422 м.[15].

Важные цели для посещения: Обзорная платформа Хое Хардт — Виссер-Бах — Эрблинген — Фирбухермюле — торговый город Вальдбрёль.
- Этап 11 Вальдбрёль — Нюмбрехт. Протяжённость 23,0 км. Общий подъём 328 м, общий спуск 348 м.[17].

Важные цели для посещения: парк Панарбора — горная цепь Нутшайд — поселение Бенрот — Нюмбрехт.
- Этап 12 Нюмбрехт — Рюндерот. Протяжённость 20,8 км. Общий подъём 403 м, общий спуск 584 м.[18].

Важные цели для посещения: обзорная платформа «Ауф дем Линдхен» — замок Хомбург — горная вершина Хое Варте с обзорной платформой - Рюндерот.